# Bassano Romano
Bassano Romano település Olaszországban, Viterbo megyében. Lakosainak száma 4600 fő (2023. január 1.). Bassano Romano Trevignano Romano, Oriolo Romano, Sutri, Vejano, Capranica és Bracciano községekkel határos.

## Népesség
A település népessége az elmúlt években az alábbi módon változott:
| Lakosok száma | 4940 | 4854 | 4600 |
|               | 2017 | 2018 | 2023 |